# Aristida longispica
Aristida longispica är en gräsart som beskrevs av Jean Louis Marie Poiret. Aristida longispica ingår i släktet Aristida och familjen gräs. Inga underarter finns listade i Catalogue of Life.